# Al-Mansur (Fatimide)
Pour les articles homonymes, voir Al-Mansur.
Ismâ`îl al-Mansûr est né en 913. Il succéda à son père al-Qâ'im bi-Amr Allah comme calife fatimide en 946. Il est mort en 953.

## Biographie
La rébellion kharijite menée par Abu Yazid, surnommé l'homme à l'âne, s'était arrêtée sous les murs de Mahdia en 945. Le pouvoir fatimide se trouvait en situation très précaire à la mort d'al-Qâ'im. Quelques jours après la venue du nouveau calife, Ziri ibn Menad, à la tête de tribus Sanhadja, parvint à lever le siège et repoussa l'armée d'Abu Yazid à Kairouan, où une bataille décisive eut lieu sous les murs de la ville le 15 août 946.
Commence alors une chasse à l'homme. Abû Yazîd fuit à travers les montagnes. Les armées du calife délogent Abû Yazîd qui part vers le désert. Le calife perd la trace de son adversaire. Fin janvier 947, le calife apprend qu'Abû Yazîd se prépare à faire le siège de M'sila, il fait aussitôt demi-tour. Abû Yazîd n'a plus d'autre solution que de se réfugier dans les montagnes de Kiyana. Enfin en août 947, le siège de la montagne se termine. Il est capturé à demi-mort de ses blessures. Le calife le fait soigner pour pouvoir l’exhiber lors de son retour en triomphe, mais Abû Yazîd meurt. Son cadavre est empaillé pour être rapporté à Mahdia comme preuve de la victoire du calife. C'est après cette victoire que le calife se donna le surnom d'Al-Mansûr (vainqueur). Le mouvement est totalement désorganisé mais des tribus zénètes hostiles menacent toujours l'empire. Elles seront un peu plus tard repoussées du Maghreb central (actuelle Algérie) par Ziri alors nommé gouverneur de la province en récompense par les Fatimides. Cet évènement marque l'avènement de la dynastie des Zirides sur le Maghreb.